# Iglesia de Nuestra Señora de Begoña
La iglesia de Nuestra Señora de Begoña o simplemente iglesia de Begoña es un templo católico situado en el paseo de Begoña de la ciudad asturiana de Gijón (España). La iglesia actual fue construida por Miguel Díaz Negrete en 1978, pertenece la Archidiócesis de Oviedo y es administrada por los Padres Carmelitas Descalzos.

## Ubicación
La iglesia de Begoña ocupa un lugar privilegiado en el céntrico paseo de Begoña, puesto que está en el cruce de dicho paseo con la avenida de la Costa. Su situación de esquina le permite observar a uno de los lugares más transitados de la ciudad, por lo que suele ser un lugar de encuentro. Comparte zona con la iglesia de San Lorenzo, al otro lado del paseo.

## Historia
Según la tradición, la adoración a la Virgen de Begoña, de procedencia vizcaína, llega a Gijón de la mano de unos náufragos de esta región en el siglo XVII. Estos marineros, prometen a la Virgen consagrarle una capilla si lograban salir de una tormenta, llegando estos a la playa de Gijón y fundando la capilla de Begoña, que sería traslada más tarde a un promontorio al exterior de la villa. Durante la Guerra de Independencia, la capilla es arrasada y la zona pasa años más tarde a estar ocupada por instalaciones militares.

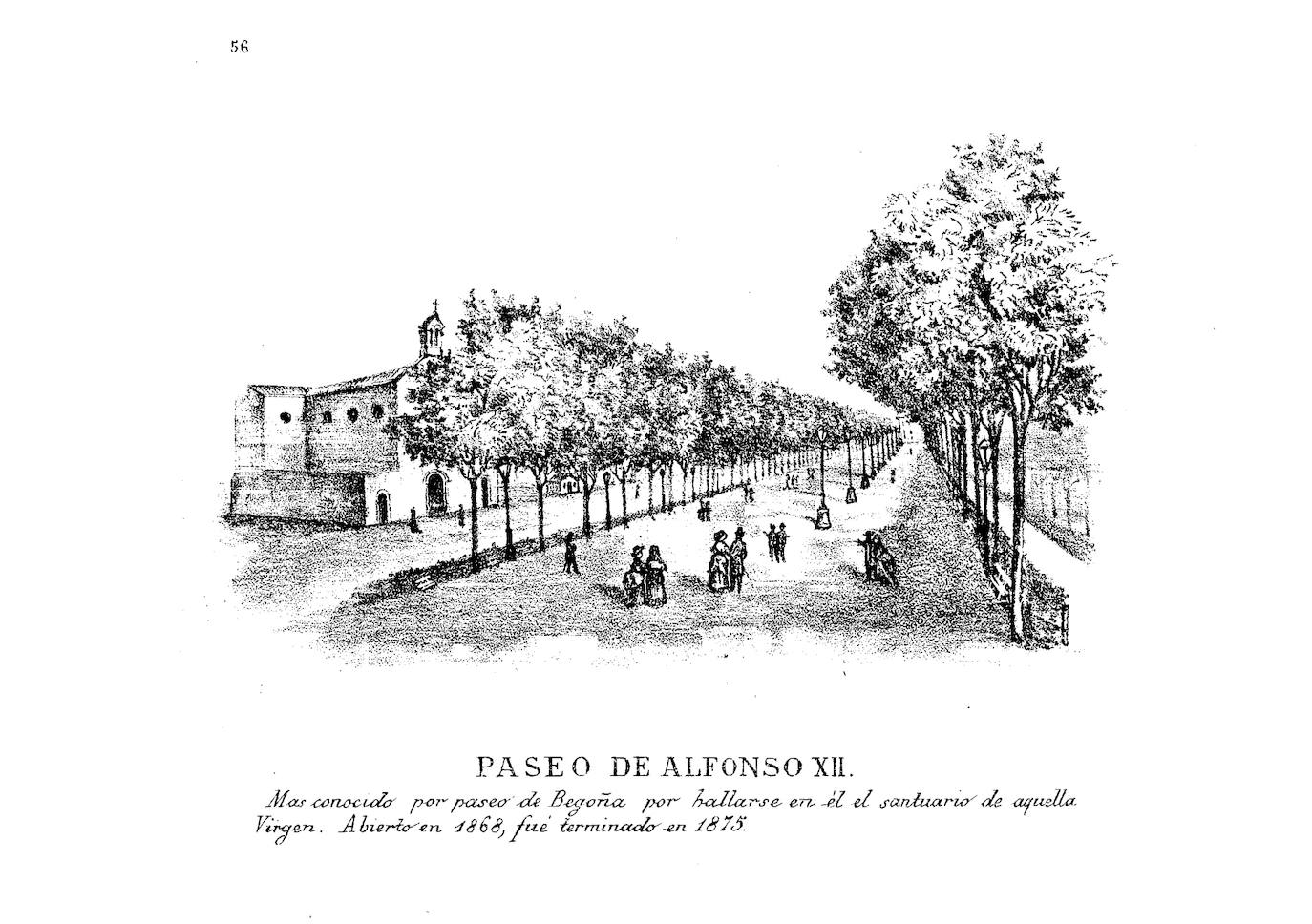
Primitiva iglesia, a la izquierda de la ilustración

No sería hasta la demolición de la muralla carlista de Gijón, a fines del siglo XIX, que el paseo pasa a ser una transitada zona, por lo que se replantea la construcción de una nueva iglesia, que se inaugura en 1886.
La iglesia estuvo cuidada por gremios hasta 1904, donde pasa a estarlo por las Madres Reparadoras, que en 1911 se asientan en la actual Escuela de Hostelería y en 1931 son expulsadas por la Segunda República, pasando el convento a ser una comisaría. Se instituye entonces una hermandad laica que velará la iglesia. Los Padres Carmelitas se asientan en Gijón en mayo de 1928, aunque no sería hasta 1934 que el Obispo de Oviedo les concede la Iglesia de Nuestra Señora de Begoña. Haciéndose efectivo el traspaso el 1 de enero de 1935. Durante la Guerra Civil, el edificio es usado como hospital, almacén y cuartel por un batallón de milicianos. En 1938 el templo vuelve a los Carmelitas y en 1947 se restaura y agranda la iglesia.
El 22 de noviembre de 1970 se instituye la parroquia de Nuestra Señora de Begoña, así que se necesita un templo más grande que la antigua capilla. Bajo la supervisión de Miguel Díaz Negrete, en enero de 1975 se demuele el edificio y comienzan las obras de la actual iglesia, consagrada el 19 de marzo de 1978.
Desde entonces se ha convertido en una de las principales iglesias de la ciudad, llegando la Virgen de Begoña a ser la patrona oficiosa de la ciudad. En su honor se celebra toda una serie de eventos festivos sobre el 15 de agosto conocidos como "La Semanona", que incluía hasta 2021 una feria taurina y cuyo plato fuerte es un espectáculo de pirotecnia nocturno en la playa de San Lorenzo.

## Arquitectura
El arquitecto Miguel Díaz Negrete, con gran proyección en la ciudad de Gijón, diseñó un edificio inscrito dentro del estilo moderno. Se trata de una iglesia simple, de planta cuadrada aunque con un quinto lado más pequeño para el altar y otro para la entrada principal a modo de chaflán, diagonalmente opuestos. La fachada no tiene apenas ornamentación, de ladrillo color marrón y con un saliente superior con vidrios de colores puestos en cemento imitando patrones de vidrieras. Puede recordar ligeramente a la Iglesia de San Miguel de Pumarín, obra del mismo autor.
El interior de la iglesia no tiene gran decoración aparte de una representación de la Virgen de Begoña. Cuenta con una planta superior donde se ubica el coro. El interior es iluminado por unas claraboyas en el techo. Al fondo, y bordeando la iglesia, se halla el edificio parroquial, con estancias de los Padres Carmelitas, oficinas, etc. Cuenta con seis plantas y su ornamentación es nula.

## Servicios
Es una de las iglesias más populares de la ciudad por lo que ofrece varias misas semanales:
- Días laborales: 8,00 – 12,30 – 20,00 horas.
- Sábado y vísperas de festivos: 8,00 – 12,30 – 18,30 – 20,00 horas.
- Domingos y festivos: 9,00 – 11,00 – 12,00 – 13,00 – 19,00 – 20,00 horas.